# 조난구
조난구(일본어: 城南区)는 일본 후쿠오카현 후쿠오카시를 구성하는 7개의 구 중 하나이다.
후쿠오카시의 구 중에서는 주오구 다음으로 두 번째로 좁은 구이다. 1972년에 후쿠오카시가 정령지정도시가 될 당시에는 니시구의 일부였지만 1982년에 니시구, 사와라구, 조난구로 분할되었다.

## 역사
- 1982년 5월 10일 - 니시구가 니시구·사와라구·조난구 등 3개 구로 분할되어 성립하였다.

## 지리
후쿠오카시에서는 미나미구와 더불어 유이하게 내륙에 있는 구이기도 하다. 그래서 바다와 인접해 있지 않는 것으로 보인다.

## 교육
- 후쿠오카 대학

## 교통

### 철도
- 후쿠오카시 지하철 나나쿠마선

### 도로
- 국도 202호선
- 국도 263호선